# 靳治岐
靳治岐（1672年—？），字孝来，号栢堂，汉军镶黄旗人。康熙己卯举人，癸未进士。
历任江南五河县知县，雍正四年（1726年）任云南武定府知府，后调丽江府。

## 家庭
- 始祖靳清；
- 曾祖靳國卿；
- 祖父靳應選；
- 父靳辅，官至河道总督，谥文襄，入祀贤良祠；
- 叔父靳襄，长蘆盐运使；
- 靳治豫，工部侍郎；
- 靳治揚，福建台湾府知府；
- 妻子张氏，湖北武昌粮储道張廷枢之妹；
- 女儿靳氏，嫁正蓝旗汉军甘國基之子甘士琮。
- 远房族亲靳文锐，嘉庆丙辰进士。